# Botodayakan
Botodayakan is een bestuurslaag in het regentschap Gunung Kidul van de provincie Jogjakarta, Indonesië. Botodayakan telt 4247 inwoners (volkstelling 2010).